# زمین‌آمار

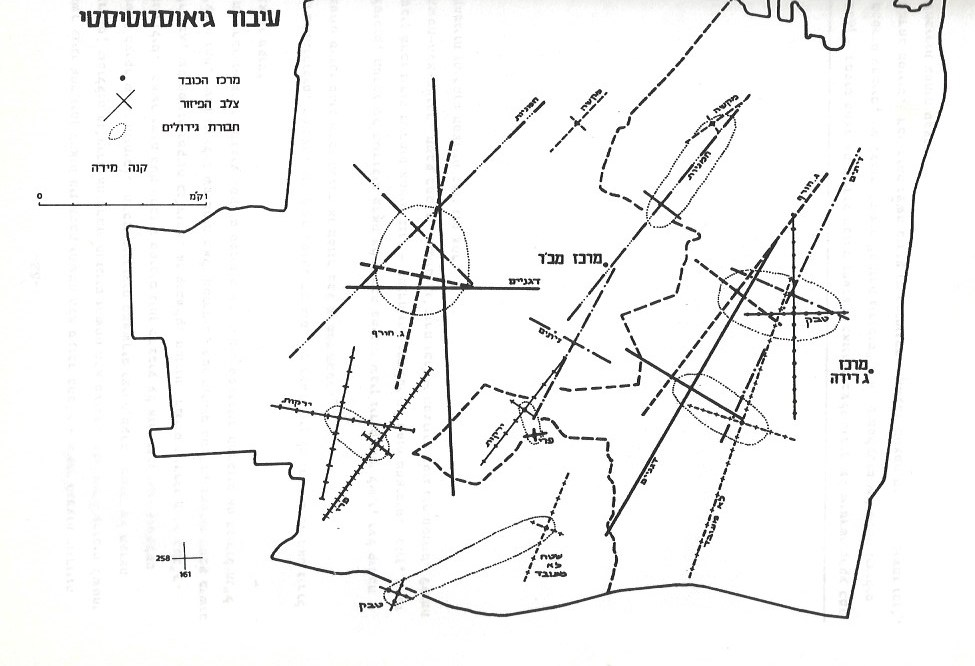
زمین‌آمار

بسیاری از علوم در محدوده‌های مورد بررسی خود با عدم قطعیت مواجه هستند. لذا آمار و ساختن یک مدل برگرفته از جامعهٔ کل در اکثر علوم نقش موثری را ایفا می‌کند. به‌طور کلی برای شناخت هر جامعه‌ای نیاز به داشتن داده‌هایی از آن جامعه است. اگر جامعهٔ مورد بررسی را کل فرض کنیم، نمونه‌های برداشته شده از آن جامعه جزء تلقی می‌شود و در نتیجه می‌توان بر پایه قوانین آماری پارامترهای آن خاصیت را روی مقدار اندازه‌گیری شدهٔ آن در اجزاء برداشت شده از کل جامعه تخمین زده در اکثر تکنیک‌های اکتشافی اساس تجزیه و تحلیل خود را بر احتمال پذیر بودن نتایج و تصمیم گیری‌های حاصل از آن قرار می‌دهند و از تحلیل قطعیت پذیر اجتناب می‌کنند.
پیشوند Geo به فیزیک و شیمی اتصال پیدا کرده و اصطلاحات ژئوفیزیک و ژئوشیمی ایجاد شده‌است. با همین قیاس پیشوند Geo به کلمه آمار نیز پیوند خورد و واژه زمین‌آمار شکل گرفت. دو مقوله سری‌های زمانی و زمین‌آمار هم به لحاظ مفهومی و هم از منظر تاریخی دارای قرابت هستند. و هر دو از داده‌های وابسته (autocorrelated data) استفاده می‌کنند. اما زمین‌آمار بر خلاف سری‌های زمانی صرفاً از طریق آماردانها بسط نیافته‌است. و به همین سبب واژه پردازی و مصطلحات آن با ادبیات آمار کلاسیک قدری متفاوت است.
آنالیز زمین آماری به مفهوم بررسی پدیده‌های متغیر در زمان و مکان است و به‌طور کلی از طریق آنالیزمی توان به راحتی یک نقشه یا سطح پیوسته‌ای از نقاط نمونه برداری شده را ایجاد نمود. نقاط نمونه برداری شده می‌توانند مقادیر ارتفاع، عمق یا سطوح آلودگی باشند. همچنین آنالیزهای زمین آماری می‌توانند برای مدلسازیهای فضایی در کاربردهای مختلف سیستم‌های اطلاعات جغرافیایی نیز بکار برده شوند. یکی از مزایای این ابزارها و روش‌ها برازش سطح مدل به نقاط نمونه برداری شده‌است. آنالیزهای زمین آماری به دنبال راهی برای توصیف پیوستگی مکانی و همچنین جمع‌آوری ابزارهای آماری و قطعی و مدل نمودن این تغییرات مکانی است.